# Homo naledi
Homo naledi — вид триби Hominini. Вперше рештки H. naledi були знайдені у 2013 році в Південно-Африканській Республіці, місцевості Колиска Людства в печері під назвою «Висхідна зоря» командою під керівництвом палеоантрополога Лі Берґера.

## Відкриття

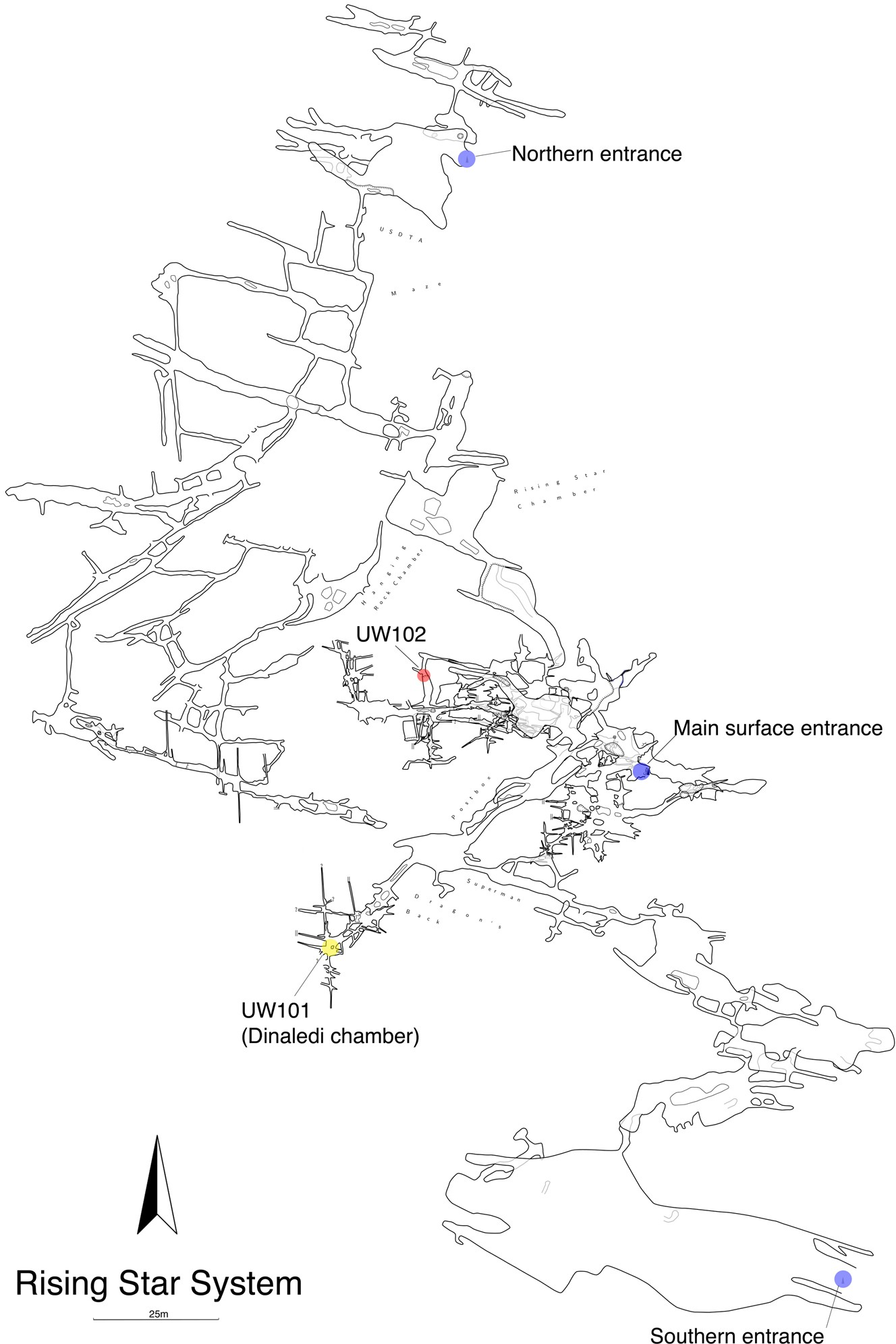
Карта печери Висхідна зоря. Жовтим позначено залу Dinaledi і червоним залу Lesedi

Залишки були знайдені в комплексі Діналеді (англ. Dinaledi Chamber) печери «Висхідна зоря» восени 2013 року двома спелеологами, Ріком Гантером (англ. Rick Hunter) та Стівеном Такером (англ. Steven Tucker), проте вилучити з печери всі останки на той момент було неможливо через розміщення кісток — вхід у печеру дуже вузький, лише 20 см завширшки, а кістки знаходилися на глибині 12 метрів, причому припускають що саме завдяки такому вузькому проходу, через який протиснеться не кожна людина, рештки залишалися впродовж років неушкодженими. Спелеологи сфотографували та показали свою знахідку відомому вченому палеоантропологу Лі Берґеру, який і організував велику експедицію до печери. Впродовж наступних двох років вчені займалися обережним вилученням решток і у вересні 2015 року вийшла перша наукова публікація в журналі «eLife». Назву цей вид гомінід отримав завдяки печері, де був знайдений, Висхідній зорі, адже на мові сесото «naledi» означає «зоря».
Особливості знахідки були в тому, що кісток в печері виявилося дуже багато, в порівнянні з іншими палеоантропологічними знахідками. Також кістки знаходилися не у глибині каменю, а лежали на поверхні вкриті лише невеликим шаром пилу. Те, що вхід у печеру такий важкий, те, що крім кісток H. naledi майже не було знайдено залишків кісток інших тварин, і те, що аналізи показують, що накопичення кісток відбулося не за один раз, а проходило впродовж певного часу дає підстави розглядати печеру як місце захоронень.
На вересень 2015 року експедиційні розкопки ще не завершені та невідомо, чи знаходяться в печері ще кістки, адже досліджена не вся поверхня печери.
У листопаді 2021 року група палеонтологів на чолі з Лі Бергером з Університету Вітватерсранда повідомила про знайдений біля Йоганнесбурга перший череп дитини виду Homo naledi (який отримав ім'я Леті), віком, що відповідає 4-6 рокам сучасних людей. Вік знахідки, яку вважають навмисним похованням, оцінюється у 335—236 тисяч років.

## Характеристика
За будовою і статурою H. naledi схожі на невелику на зріст сучасну людину (близько 150 см). Проте від сучасних людей H. naledi відрізняється невеликим об'ємом ендокраніуму — базальної частини черепа, що робить їх подібними до австралопітеків. Морфологія черепа H. naledi своєрідна, однак загалом нагадує морфологію черепа ранніх представників роду Homo включаючи Homo erectus, Homo habilis чи Homo rudolfensis. Кінцівки H. naledi подібні до кінцівок сучасної людини. H. naledi був здатним до повноцінного пересування на двох кінцівках.
Час, коли існував H. naledi, на момент публікації у вересні 2015 року був невідомий і з'ясовується.
2017 року було опубліковано результати досліджень колективу вчених, в дослідженні було використано шість методик датування, включаючи радіоізотопний аналіз та датування за допомогою електронного парамагнітного резонансу. Ці дослідження свідчать, що Homo naledi з печери жили 335 000—236 000 років тому. Проте їхні морфологічні особливості вказують на те, що вид утворився на ранніх стадіях розвитку роду Homo.
Розміщення однієї з печер та розташування там решток можуть вказувати на те, що це було місцем поховання померлих. Якщо це так, то H. naledi мали доволі сильно розвинені когнітивні особливості, ознаки символьного мислення та ймовірно використовували вогонь.

## Галерея

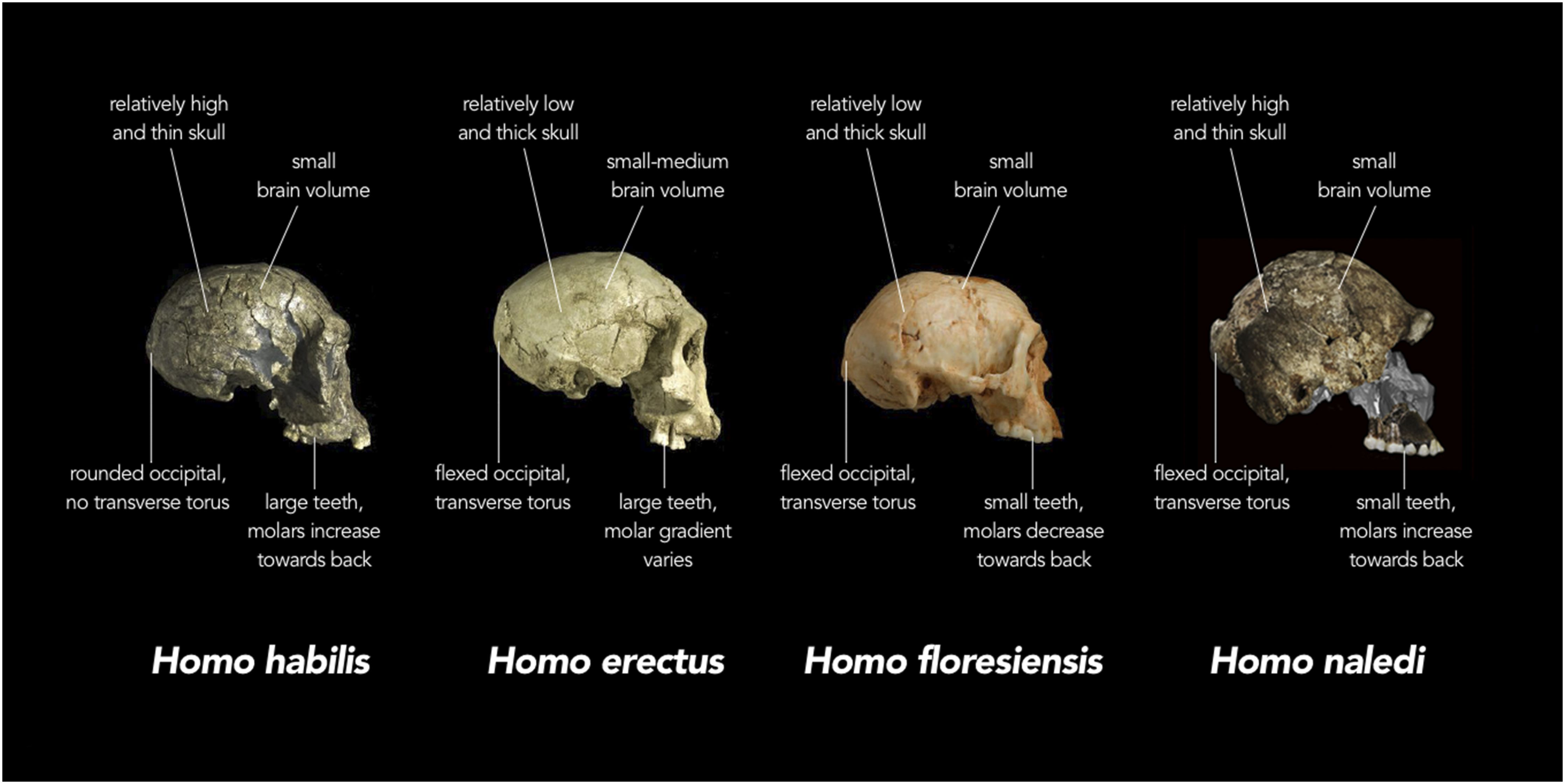
Порівняльні характеристика черепу Homo naledi та інших ранніх людей.

## Наскельні витвори Homo naledi
Згідно з повідомленням CNN, команда дослідників виявила у печерній системі неподалік південноафриканського міста Йоганнесбурга, а саме в місцевості, яку називають «Колискою людства», висічені на стінах символи, які були залишені ще за 100 000 років до появи Homo Sapiens. Як вважають вчені, наскельні малюнки у вигляді хрестів, решіток та інших геометричних фігур були витворами рук Homo naledi. Вік знайдених символів, які глибоко врізані у тверду скелю, оцінюється від 241 000 до 335 000 років.